# خرگوش‌موش فلات تبت
خرگوش‌موش فلات تبت (نام علمی: Ochotona curzoniae)، که همچنین به عنوان خرگوش‌موش لب‌سیاه شناخته می‌شود، گونه‌ای از پستانداران از خانواده خرگوش‌موشان (Ochotonidae) است.
این پستاندار کوچک روزگرد و بدون خواب زمستانی زمانی که به‌طور کامل رشد کند، با وزن حدود ۱۴۰ گرم (۴٫۹ اونس) است. جانوران در روتنه به رنگ قهوه‌ای مایل به قرمز و بیشتر از رنگ زرد مایل به سفید در زیر شکم خود هستند.
آنها ترجیح می‌دهند تا در ارتفاعات ۳٬۱۰۰ تا ۵٬۰۰۰ متر (۱۰٬۲۰۰ تا ۱۶٬۴۰۰ فوت) زندگی کنند، بیشتر در فلات تبت هستند، جایی که نام رایج از آن سرچشمه می‌گیرد. این گونه در چین، هند و نپال در بیابان‌های کوهستانی بلند، استپ‌ها و مراتع و همچنین جنگل‌های کوهستانی گرمسیری و نیمه‌گرمسیری یافت می‌شود.

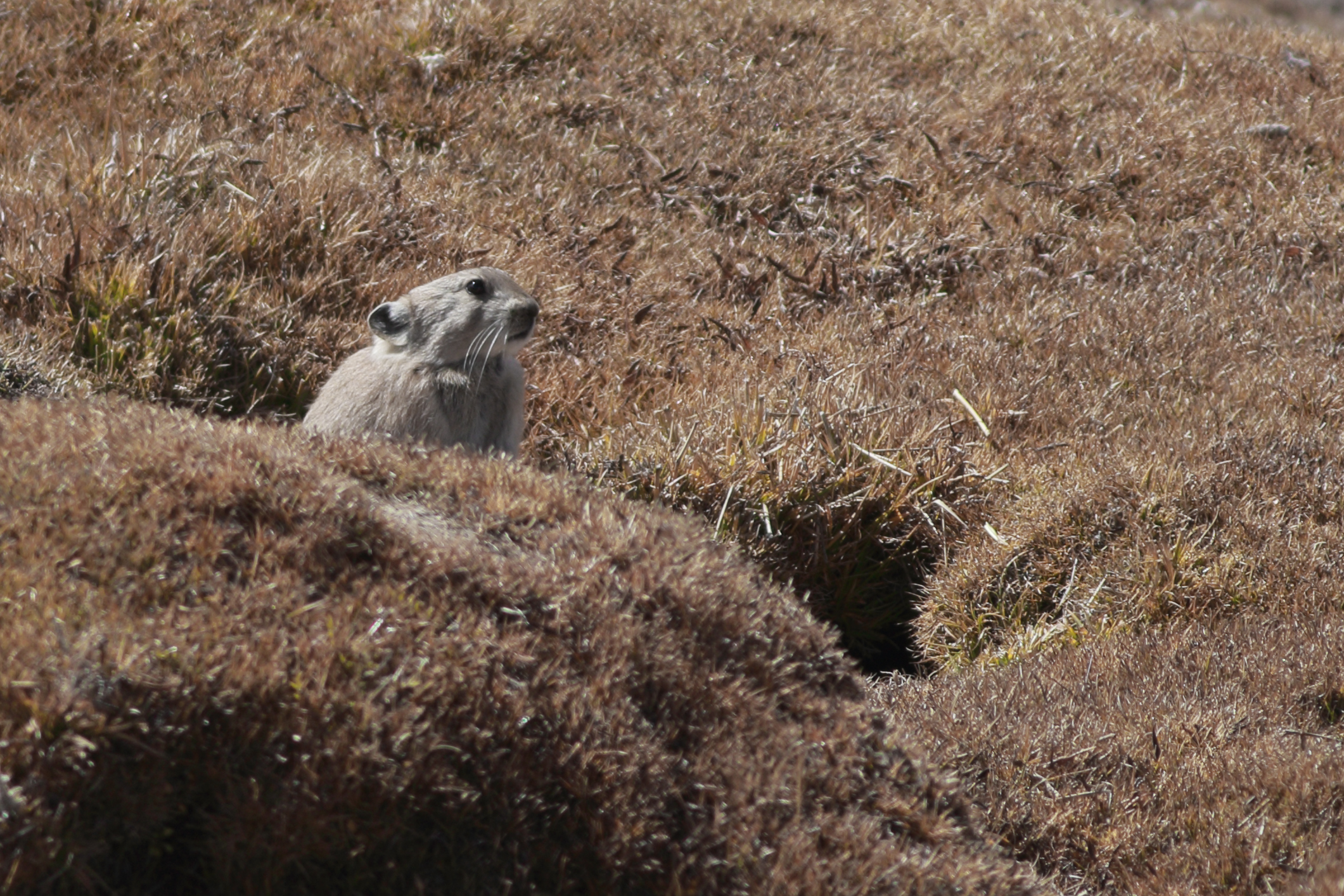
در شمال سیکیم، هند

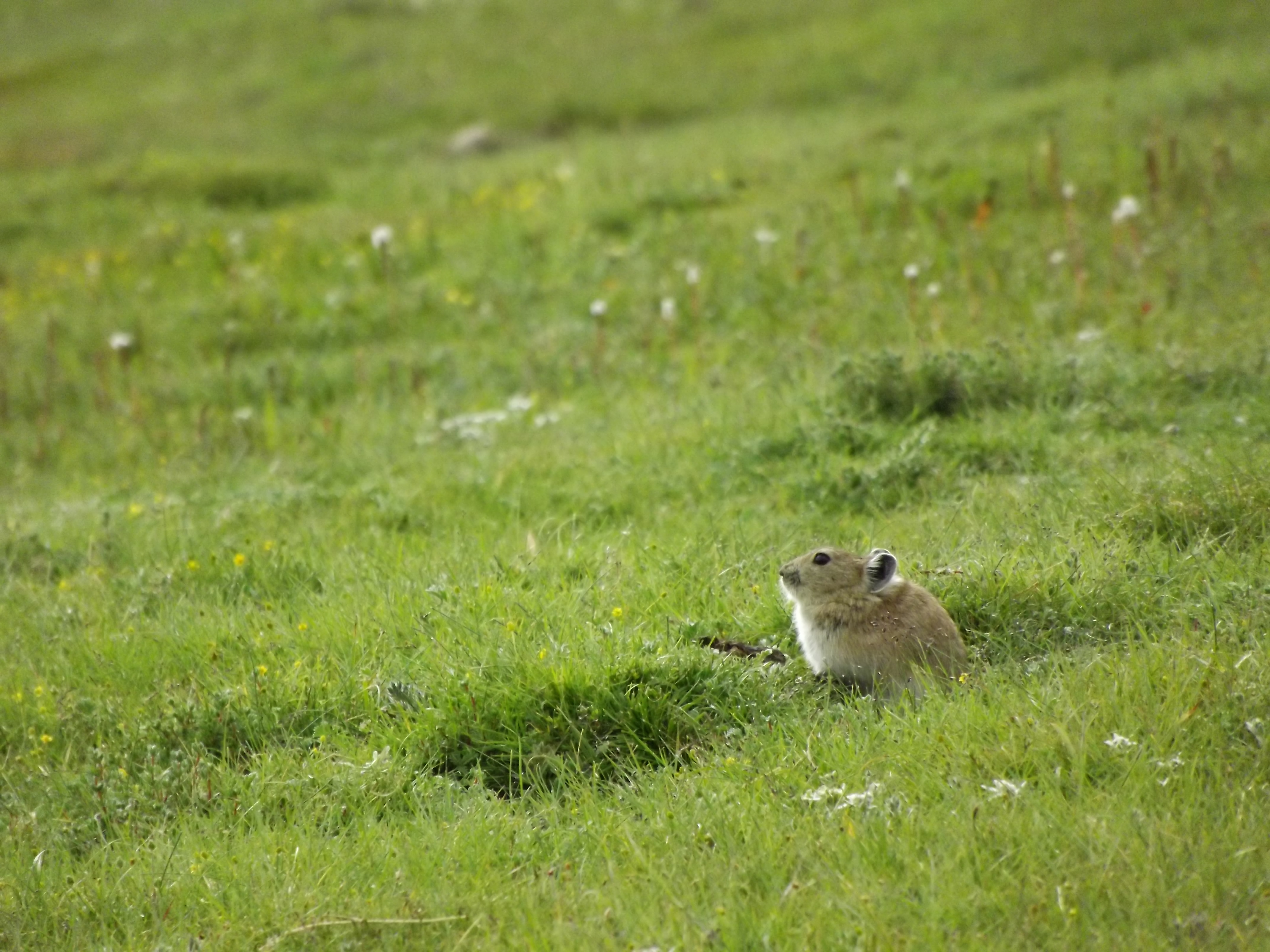
خرگوش‌موش فلات تبت در آمدو در شمال فلات تبت